# Бюсси (Шер)
Бюсси́ (фр. Bussy) — коммуна во Франции, находится в регионе Центр. Департамент — Шер. Входит в состав кантона Дён-сюр-Орон. Округ коммуны — Сент-Аман-Монтрон.
Код INSEE коммуны — 18040.

## География
Коммуна расположена приблизительно в 220 км к югу от Парижа, в 125 км юго-восточнее Орлеана, в 27 км к юго-востоку от Буржа.
На севере коммуны протекает река Эрен.

## Население
Население коммуны на 2008 год составляло 367 человек.
| 1962 | 1968 | 1975 | 1982 | 1990 | 1999 | 2008 |
| ---- | ---- | ---- | ---- | ---- | ---- | ---- |
| 541  | 606  | 508  | 453  | 436  | 366  | 367  |

## Экономика
В 2007 году среди 234 человек в трудоспособном возрасте (15-64 лет) 176 были экономически активными, 58 — неактивными (показатель активности — 75,2 %, в 1999 году было 70,9 %). Из 176 активных работали 163 человека (89 мужчин и 74 женщины), безработных было 13 (4 человека и 9 женщин). Среди 58 неактивных 16 человек были учениками или студентами, 21 — пенсионерами, 21 были неактивными по другим причинам.

## Достопримечательности
- Церковь святых Петра и Павла (XII век)
- Руины замка (XII век)
- Феодальный мотт
- Следы римской дороги и акведука